# Tultitlán
Tultitlán est une municipalité de l'État de Mexico, au Mexique. Elle couvre une superficie de 69,15 km2 et compte 520 557 habitants en 2015.

## Localités
- Fuentes del Valle
- San Pablo de las Salinas